# Прибуття (фільм, 1996)
«Прибуття» (англ. The Arrival) — американсько-мексиканський фантастичний трилер 1996 р. режисера Девіда Туї. Головні ролі виконали Чарлі Шин, Ліндсей Краус, Річард Шифф, Рон Сільвер і Тері Поло.
За сюжетом, радіоастроном Зейн Замінські виявляє докази діяльності іншопланетян на Землі. Прибульці з космосу прагнуть змінити клімат планети під себе, але на їхньому боці не тільки розвинені технології, а також змова з земною владою.
Продовження, «Прибуття: Друге прибуття», вийшло 6 листопада 1998 р. Blu-Ray версія фільму видана 21 квітня 2009 р.

## Сюжет
Кліматолог Ілана Грін за 90 миль від Північного полюса виявляє рослини і квіти, попри те, що там мало би бути надто холодно. Вона фіксує підвищення рівня вуглекислого газу в усьому світі. В той же час радіоастроном Зейн Замінські, який працює в проєкті з пошуку позаземних цивілізацій, спільно з напарником Кельвіном виявляє радіосигнал, що має ознаки позаземного походження. Зейн і Кельвін підтверджують, що сигнал надходив від зорі «Вольф 336» на відстані 14 світлових років. Кельвін припускає, що це прохання про допомогу, адже зоря останніми десятиліттями нестабільна.
Зейн приносить плівку із записом сигналу своєму начальнику Філу Гордіану, але той відхиляє принесений матеріал. Філ звільняє Зейна під приводом скорочення бюджету і обіцяє Зейну, що віддасть плівку на перевірку. Замість цього він її знищує. Зейн не може знайти собі нову роботу, але в підсумку влаштовується монтажником супутникових телевізійних тарілок і незабаром вирішує використати частину з них для створення власного антенного ланцюжка, щоб знову зловити сигнал. Тим часом по світу реєструється аномальна спека.
Діяльністю Зейна зацікавився сусідній хлопчик Кікі, Зейн бере його до себе в помічники. Він виявляє, що сигнал у відповідь транслюється з Землі в космос, і їде до Кельвіна, щоб повідомити йому про свої результати. Однак з'ясовується, що Кельвін загинув за дивних обставин, відразу ж після того, як інформація про їхнє спільне відкриття була передана передбачуваним урядовим агентам. Зейн відстежує джерело сигналу-відповіді в Мексиці.
Коли Зейн приїжджає до Мексики, то виявляє, що на радіостанції щойно сталася пожежа. Він досліджує околиці та виявляє електростанцію невідомого типу. Зейн бачить жінку, в якої охоронці електростанції конфіскують обладнання. Це Ілана, вона вивчає незвичайну активність парникового газу в цьому регіоні. Зейн намагається зупинити охоронців і допомогти Ілані, їх обох затримують і відвозять на електростанцію для допиту. Під час перебування на об'єкті Зейн бачить охоронця, який виглядає точно так само, як і Філ Гордіан. Зейна та Ілану згодом відпускають, у них зав'язується розмова про свої відкриття, в результаті вони зупиняються в одному готелі. Зателефонувавши додому, Зейн дізнається від своєї дівчини Чар, що компанія, яка побудувала електростанцію, зводить такі ж в країнах «третього світу», де не діють закони про охорону атмосфери. Тим часом, старий, який стежив за Зейном в Мексиці, вбиває Ілану, випустивши в її кімнаті скорпіонів у ніч після її зустрічі з Зейном.
Не знаючи про смерть Ілани, Зейн посеред ночі вирушає на дослідження електростанції. Йому вдається пробратися всередину непоміченим, переодягнувшись простим робітником. Там він стає свідком того, що всі працівники електростанції насправді замасковані іншопланетяни — вони носять імітацію людської шкіри, проте їхні коліна вигинаються назад. Глибоко під землею вони виробляють парникові гази, що сприяє глобальному потеплінню. Це створює придатні для прибульців умови життя та водночас робить їх згубними для людей. Прибулець помічає Зейна, що опинився не в тому місці, та викликає охорону. Зейну вдається втекти, скориставшись штучною шкірою, щоб замаскуватися.
Потім Зейн збиває на своєму авто одного з переслідувачів. Поліція зупиняє його за перевищення швидкості та їзду по зустрічній смузі, і відправляє в місцеву поліцейську дільницю. Зейн розповідає, що збив когось, але не певне, що це людина. Він вимагає побачити тіло жертви, оскільки упевнений, що це був прибулець. Коли тіло привозять, Зейн бачить, що воно підмінене тілом Ілани. Відчуваючи змову, астроном тікає з дільниці. Йому вдається нелегально перетнути кордон і повернутися додому, влившись в мексиканську родео-трупу.
Прибувши в Штати, Зейн влаштовує зустріч з Філом Гордіаном. Коли обидва вони опиняються одні на вулиці, Зейн, погрожуючи Філу, вимагає, щоб той розповів правду. Філ зізнається: прибульці планують знищити людський рід за 10 років за допомогою прискореного глобального потепління. Філ виправдовує ці дії тим, що люди самі почали потепління і не гідні жити на своїй планеті. Ця розмова записується на відеокамеру, яку Зейн заздалегідь сховав у кущах неподалік.
Повернувшись додому, Зейн бачить, що все його обладнання зникло з дому. Поки Замінські був відсутній, двоє інопланетян, замаскувавшись під садівників, очистили приміщення за допомогою сфери, що затягує все навколо в сингулярність.
Зейн разом з Чаром і Кікі їде до радіобсерваторії, щоб передати добуту на камеру інформацію, підключившись до супутника зв'язку. Чар вважає, що Зейн збожеволів, і дзвонить в поліцію. Замість поліції до обсерваторії приїжджають інопланетяни на чолі з Філом, щоб перешкодити Зейну поширити записане зізнання. Зейн дізнається, що Кікі насправді теж прибулець, коли підліток відмовляється допомогти астроному і віддає Філу плівку. Але Зейн з'ясовує, що прибульці не переносять холоду, тому він заморожує їх за допомогою рідкого азоту і намагається витягти плівку із замерзлої кишені Філа. Несподівано Філ хапає руку Зейна і той відсікає її сокиркою. Тим часом ще одна сфера вислизає з рук одного з інопланетян і активізується, починаючи всмоктувати все, що знаходиться навколо нього. Перебуваючи під нищівною силою кулі, Зейн і Чар насилу рятуються, піднявшись на величезну тарілку антени, що знаходиться на даху будівлі. Звідти вони бачать Кікі внизу. Зейн, тримаючи в руці заповітну касету з плівкою, говорить Кікі вирушитив до своїх і повідомити прибульцям, що їхня спроба закінчилася невдачею — він розповість усім правду. Кікі, нічого не відповівши, тікає.
По телевізору передають прогноз погоди, коментатор розповідає про температуру понад 100° за Фаренгейтом (38 °C), яка продовжує триматися восени. Передача переривається втручанням запису Зейна. Безліч телевізорів починають показувати цей самий запис по різних каналах.

## Ролі
- Чарлі Шин — Зейн Замінські
- Ліндсей Круз — Ілана Грін
- Річард Шифф — Кельвін
- Рон Сільвер — Філ Гордіан
- Тері Поло — Чар
- Тоні Т. Джонсон — Кікі
- Девід Віллалпандо — таксист

## Виробництво
Фільм отримав рейтинг PG-13 через деякі сцени насильства і терору.
Теглайни:
- «Найбільша небезпека перед нашим світом була тоді, коли існування планети трималося в секреті… дотепер».
- «Протягом багатьох століть ми спостерігали за небом, коли повинні були дивитися за своїми спинами».[1]

### Реліз
- США — 31 травня 1996
- Австралія — 18 липня 1996
- Південна Африка — 16 серпня 1996
- Тайвань — 30 серпня 1996
- Греція — 27 вересня 1996
- Японія — 26 жовтня 1996
- Бразилия — 1 листопада 1996
- Фінляндія — 1997 (відео прем'єра)
- Нідерланди — 1997 (відео прем'єра)
- Велика Британія — 24 лютого 1997 (відео прем'єра)
- Німеччина — 1 травня 1997
- Туреччина — 16 травня 1997
- Іспанія — 10 червня 1997
- Португалія — 25 липня 1997
- Франція — 10 вересня 1997
- Угорщина — 26 лютого 1998
- Аргентина — 18 серпня 2009 (DVD-прем'єра)[2]

### Касові збори
Попри схвальні відгуки критиків і глядачів фільм зібрав $14 млн на внутрішньому ринку з бюджетом $25 млн. Частково це пов'язано з випуском фантастичного бойовика День Незалежності через місяць.

### Blu-Ray
Blu-Ray версія фільму вийшла 21 квітня 2009 р.

### ПК-гра
У 1996 р. ПК відеогру до фільму випустила Live Interactive. Геймплей створений на основі головоломки.

## Критика
Фільм отримав стримані відгуки критиків. Рейтинг на сайті IMDb — 6,3/10, Rotten Tomatoes — 66 % від критиків та 44 % оцінка аудиторії.
Мік ЛаСалл у SG Gate писав, що «Прибуття» — це приховано моторошний науково-фантастичний трилер, який обігрує актуальні зміни клімату. Його сюжет починається з шаблонних засновків, але інопланетяни дійсно оригінальні. Вони мають як типові риси (лисі, худі, з великими очима), так і достатньо моторошні деталі (щупальця на голові та особливо вигнуті назад коліна), щоб викликати дискомфорт у глядачів.
Стівен Голден з New York Times відгукнувся, що «Прибуття», як і багато науково-фантастичних фільмів, починається сумішшю псевдонаукових припущень і параної. Цей фільм, окрім дешевих спецефектів, має і купу нелогічностей, а персонажі недостатньо привабливі. «Прибуття» нагадує фільми 1950-х років, він безглуздий, хоча й пропонує цікаву історію одноосібної боротьби проти загарбників із космосу.